# Gaurax longipalpis
Gaurax longipalpis är en tvåvingeart som beskrevs av Kanmiya 1983. Gaurax longipalpis ingår i släktet Gaurax och familjen fritflugor. Inga underarter finns listade i Catalogue of Life.